# Corumbataí do Sul
Corumbataí do Sul is een gemeente in de Braziliaanse deelstaat Paraná. De gemeente telt 4.220 inwoners (schatting 2009).

## Aangrenzende gemeenten
De gemeente grenst aan Barbosa Ferraz, Campo Mourão en Peabiru.